# 3Mix-MP法
3Mix-MP法（スリーミックス-エムピーほう）は、う蝕の治療法の一つである。病巣無菌化組織修復療法や病巣無菌化組織修復療法3Mix-MP療法、3Mix-MP療法などとも呼ばれる。細菌を殺す三種の抗菌剤 (3Mix) とマクロゴール (M)・プロピレングリコール (P) の軟膏を混合することからこの名がついた。
新潟大学教授の星野悦郎の研究によって病巣の無菌化が成功し、宮城県仙台市の歯科医師である宅重豊彦が確立した、とされている。3Mix法の開発者である岩久正明は、自身の講演を聴いた宅重豊彦が、3Mixを混ぜる材料MPの名前を付けて開発者と称しているのみであると主張している。
現在までに安全性、有効性等は確かめられていない。

## 特徴
一般にう蝕の治療においては細菌に侵され変色した組織をタービンドリル等で完全に切削し、樹脂などを使って該当部分を修復する方法が用いられている。しかし、切削のみでは歯質内の細菌を完全に除去できないという議論もある。もし、感染した歯質が残存していると、歯髄炎などを引き起こす可能性もある。また、う蝕が象牙質に及ぶと、内部の象牙細管を通して痛みが伝わる。そのため、この部分を削るためには麻酔が必要となる。またう蝕がさらに深く歯髄に及ぶ場合、歯髄を除去して根管内を消毒しなくてはならない。このような処置にも麻酔が必要な場合が多く、全身疾患を抱える高齢者などの場合、治療上の問題となる事もある。そこで、なるべく歯を削らずにう蝕を引き起こす細菌を殺菌し、歯髄の持つ本来の自己回復能力を生かした治療法として本法が考案された。
感染していても生きている象牙質を削らずに残すため麻酔を行う事はない。また、ある程度進行したう蝕でも歯髄を保存できる場合もある。切削するのをエナメル質と細菌に侵されて壊死した象牙質のみにとどめれば無麻酔で切削しても激痛を伴わない場合もある。
ただし、無菌処置を行っても失われたエナメル質や象牙質がう蝕の前の状態に戻る訳ではないので、あくまで暫間的な保存方法であり、最終処置としては従来どおりの樹脂等による充填が必要である。また全ての症例に適応出来るわけではなく、厳密に判断していくと症例が絞られてくる。さらにこの方法は、人体に対して薬剤を用いるのに要求される治験等の段階を経ておらず、当然保険適用外であり、一般的な治療法としては容認されていない。

## 方法
3Mix-MP法は、次の方法で行われる。
1. 遊離エナメル質を除去する。
2. う蝕部分を12%EDTAで消毒し、水分を除去する。
3. 3Mix-MP薬剤を塗布し、セメントで裏層。
4. 接着性のセメントで充填。
5. 残存する感染象牙質の細菌は薬剤が殺菌するのを期待して残す。
6. 経過観察。
7. 症状が軽快しない場合は通常の術式に従って抜髄になる場合もある。

## 批評
「本来のう蝕の治療法は“削除した上で詰める”であり、本法ではこれから大きく逸脱するので当初、学会からの反発は大きかったが、宅重をはじめとする歯科医師によって全国に普及していく途上にある」と開発者らは述べている。
しかし、日本歯科保存学会はその公式見解において、安全性と有効性に関する高いレベルの科学的根拠が示されていないことから、『高いレベルの科学的根拠が蓄積されるまでは3Mix-MP法を保存領域（う蝕治療、歯内治療、歯周治療）に応用する治療法として容認することが難しい』としている。
薬剤の使用に際しては基礎研究、非臨床研究、治験の段階を経た上で実際の治療に用いられるべきであるが、3Mix-MPについてはその一部が行われているのみであり、有効性はおろか安全性についても確認されているとは言えない。

## 関連する治療法
同様の治療コンセプト（病巣無菌化組織修復療法）を持つ治療法としてはヒールオゾン、ドックベストセメントがある。3Mix-MP法が薬物で殺菌無菌化を行うのに対し、ヒールオゾンはオゾンに、ドックベストセメントは銅イオンにより無菌化を行う。